# Alfred Löpfe
Alfred Löpfe (Alfred Loepfe; ur. 27 sierpnia 1913 w St. Gallen, zm. 12 sierpnia 1981 w Lucernie) – szwajcarski slawista i tłumacz literatury polskiej.
Ukończył studia na wydziale filologii klasycznej Uniwersytetu we Fryburgu. Doktoryzował się tam w 1938. W latach 1938–1939 był stypendystą na Uniwersytecie Warszawskim. W 1944 przetłumaczył Faraona Bolesława Prusa, później zaś przełożył na niemiecki opowiadania Prusa i Szymańskiego, które zostały zebrane w publikacji pt. Ritter der Freiheit. Polnische Novellen (1945), następnie Grzechy dzieciństwa Prusa. Zajmował się również twórczością Zofii Kossak (Bez oręża, Oblicze matki) Jana Parandowskiego (Dysk olimpijski, Godzina śródziemnomorska) i Miłosza. Przetłumaczył Cywilizację Cypriana Kamila Norwida, Znaki ufności Jana Twardowskiego i Wszystko inaczej Ireny Jurgielewiczowej.
W 1974 został nagrodzony odznaką „Zasłużony dla kultury polskiej” i, w tym samym roku, nagrodą polskiego oddziału Pen Clubu.